# Whittier (Califórnia)
Whittier é uma cidade localizada no estado americano da Califórnia, no condado de Los Angeles. Foi incorporada em 25 de fevereiro de 1898.

## Geografia
De acordo com o United States Census Bureau, a cidade tem uma área de 38 km², onde 37,94 km² estão cobertos por terra e 0,06 km² por água.

### Localidades na vizinhança
O diagrama seguinte representa as localidades num raio de 8 km ao redor de Whittier.

## Demografia
Segundo o censo nacional de 2010, a sua população é de 85 331 habitantes e sua densidade populacional é de 2 248,91 hab/km². Possui 29 591 residências, que resulta em uma densidade de 779,87 residências/km².